# Stazione di Ōsaka Uehommachi
La stazione di Ōsaka-Uehommachi (大阪上本町駅?, Ōsaka-Uehommachi-eki) è una stazione ferroviaria di Osaka, in Giappone, appartenente alle Ferrovie Kintetsu situata nel quartiere di Tennōji-ku. La stazione è costituita da una sezione sotterranea facente parte del passante Kintetsu-Hanshin e di una in superficie di testa per i treni a lunga percorrenza diretti a Nagoya e Ise.

## Linee
Ferrovie Kintetsu
● Linea Kintetsu Namba (inclusi servizi per Nara)
● Linea Kintetsu Ōsaka

## Aspetto
La stazione è divisa in due sezioni: una sotterranea per la linea Kintetsu Namba utilizzata per lo più dai treni della linea Kintetsu Nara, oltre che alcuni espressi limitati per Kyoto e Nagoya, e una in superficie per i treni diretti sulla linea Kintetsu Ōsaka in direzione Nagoya e Ise-Shima.
| 1 (sott.)  | ■ Linea Kintetsu Nara  | per Higashi-Hanazono, Ikoma, Yamato-Saidaiji, Nara e Tenri        |
| 1 (sott.)  | ■ Linea Kintetsu Nara  | Espressi limitati per Kintetsu Nagoya, Ise-Shima e Kintetsu Nara  |
| 2 (sott.)  | ■ Linea Kintetsu Namba | per Ōsaka Namba, Amagasaki, Kōshien e Sannomiya                   |
| 3-8 (sup.) | ■ Linea Kintetsu Ōsaka | per Yao, Kawachi-Kokubu, Yamato-Yagi, Ise-Shima e Kintetsu Nagoya |
| 9 (sup.)   | ■ Linea Kintetsu Ōsaka | Espressi limitati per Kintetsu Nagoya e Ise-Shima                 |

## Interscambi con altre linee
La stazione di Ōsaka-Uehommachi è direttamente collegata alla stazione della metropolitana:
 Metropolitana di Osaka - Stazione di Tanimachi Kyūchōme
 Linea Tanimachi
 Linea Sennichimae

## Stazioni adiacenti
| «                    | Servizio             | »                    |
| Linea Kintetsu Osaka | Linea Kintetsu Osaka | Linea Kintetsu Osaka |
| -------------------- | -------------------- | -------------------- |
| Capolinea            | Tutti i treni        | Tsuruhashi           |
| Linea Kintetsu Namba |                      |                      |
| Kintetsu Nippombashi | Tutti i treni        | Tsuruhashi           |